# Хоррамабад (Барандуз)
Хоррамабад (перс. خرم اباد) — село в Ірані, входить до складу дехестану Барандуз у Центральному бахші шахрестану Урмія провінції Західний Азербайджан.